# Canal de Caen à la Mer
Der Canal de Caen à la Mer ist ein Schifffahrtskanal, der in Frankreich, im Département Calvados, in der Region Normandie verläuft.

## Verlauf und technische Infrastruktur
Es handelt sich um einen Kanal vom Typus Meereskanal, der aber auch dem Typus Seitenkanal zugeordnet werden kann, da er parallel zum Fluss Orne angelegt wurde. Er verbindet den Stadthafen (Bassin Saint-Pierre) von Caen mit dem Ärmelkanal bei Ouistreham über eine Entfernung von 15 Kilometern. Der Höhenunterschied beträgt nur rund vier Meter, für deren Überwindung eine Schleuse errichtet wurde, die in der derzeitigen Ausbaustufe zwei parallele Schleusenkammern mit 225 × 28 Meter und 181 × 18 Meter aufweist und somit manchen hochseetauglich Schiffen eine Einfahrt tief ins Landesinnere, bis zur Départementshauptstadt Caen, erlaubt. Die Wasserversorgung des Kanals erfolgt durch den Fluss Orne.

### Koordinaten
- Ausgangspunkt des Kanals: 49° 10′ 57″ N, 0° 21′ 12″ WKoordinaten: 49° 10′ 57″ N, 0° 21′ 12″ W
- Endpunkt des Kanals: 49° 17′ 7″ N, 0° 14′ 50″ W

### Orte am Kanal
- Caen
- Hérouville-Saint-Clair
- Colombelles
- Blainville-sur-Orne
- Bénouville
- Ouistreham

## Sehenswürdigkeiten
- Pegasusbrücke, eine Hebebrücke über den Kanal